# Adrien Thomasson
Adrien Thomasson (* 10. Dezember 1993 in Bourg-Saint-Maurice) ist ein französisch-kroatischer Fußballspieler. Der Offensivspieler steht seit Januar 2023 beim Erstligisten RC Lens unter Vertrag.

## Karriere

### Anfänge
Adrien Thomasson wurde in Bourg-Saint-Maurice, einer Gemeinde im Département Savoie in der Nähe der italienischen Grenze, als Sohn einer Kroatin und eines Franzosen geboren. Er besitzt deshalb sowohl die französische als auch die kroatische Staatsbürgerschaft. Seine fußballerische Ausbildung begann er in seiner Heimat bei der AS Bourg-Saint-Maurice. Im Jahr 2004 wechselte er in die Jugend des FC Haute-Tarentaise, trat zu dieser Zeit aber auch als talentierter Skirennläufer mit Paradedisziplin Slalom bei Wettbewerben an. Im Jahr 2008 wechselte er in den Nachwuchs des FC Annecy und beendete das Rennskifahren. In seiner Zeit bei Annecy wurde er von diversen größeren Vereinen getestet und wechselte letztlich drei Jahre nach seiner Ankunft weiter in die U19-Mannschaft des FC Évian Thonon Gaillard.

### FC Évian Thonon Gaillard
Zum Ende der Saison 2011/12 beförderte der Cheftrainer Pablo Correa Thomasson in die erste Mannschaft. Am 6. Mai 2012 (36. Spieltag) wechselte dieser ihn beim 2:1-Heimsieg gegen den AC Ajaccio in der 73. Spielminute für Ali M’Madi ein und ermöglichte ihm damit sein Debüt in der höchsten französischen Spielklasse. Auch in den letzten beiden Saisonspielen wurde er eingewechselt. In der nächsten Spielzeit 2012/13 spielte er bereits regelmäßig in der Reservemannschaft, welche in der fünftklassigen Championnat de France Amateur 2 spielte und erzielte in 24 Ligaspielen neun Tore.
Am 29. August 2013 wechselte Thomasson für die gesamte Saison 2013/14 zum Drittligisten OC Vannes. Sein Debüt bestritt er am 7. September 2013 (5. Spieltag) bei der 0:2-Auswärtsniederlage gegen Racing Straßburg. Er etablierte sich rasch als Stammspieler beim abstiegsgefährdeten Verein und traf bereits zwei Wochen später beim 3:0-Heimsieg gegen den Paris FC erstmals für die Vénètes. Am 31. Januar 2014 (19. Spieltag) erzielte er beim 4:0-Heimsieg gegen die ES Uzès Pont du Gard einen Hattrick. In dieser Spielzeit markierte er in 27 Ligaeinsätzen acht Treffer.
Nach seiner Rückkehr zum FC Évian Thonon Gaillard gelang ihm im Dezember 2014 auch dort der Durchbruch in die Startelf. Am 10. Januar 2015 (20. Spieltag) erzielte er beim 1:1-Unentschieden gegen Stade Rennes sein erstes Ligator für Évian. Aber auch gute Leistungen des jungen Thomassons in der Rückrunde der Spielzeit 2014/15 konnten den Abstieg des Vereins in die Zweitklassigkeit nicht verhindern. Dieser beendete die Saison mit zwei Toren und sieben Vorlagen in 21 Ligaspielen und sein rascher Durchbruch wurde von vielen Experten als Überraschung angesehen.

### FC Nantes
Am 9. Juni 2015 wechselte Adrien Thomasson für eine Ablösesumme in Höhe von 800.000 Euro zum FC Nantes und verblieb somit im Gegensatz zum FC Évian in der Ligue 1. Bei den Canaris wurde er von Beginn an als Stammkraft im offensiven Mittelfeld angesehen und stand bei seinem Ligadebüt am 8. August 2015 (1. Spieltag) beim 1:0-Heimsieg gegen EA Guingamp in der Startformation. Thomasson spielte in den folgenden Wochen auch häufig auf den beiden Flügelseiten und erzielte am 23. Oktober (11. Spieltag) auf dieser Position beim 2:0-Auswärtssieg gegen SM Caen sein erstes Tor. In seiner ersten Spielzeit beim FC Nantes bestritt er 34 Ligaspiele, in denen er zwei Mal traf und fünf weitere Treffer vorbereitete.
In der darauffolgenden Saison 2016/17 verlor er seinen Stammplatz allmählich und spielte häufig defensiver als in seiner bisherigen Laufbahn. Am 3. Dezember 2016 (16. Spieltag) flog er bei der 0:2-Auswärtsniederlage gegen EA Guingamp in der 71. Spielminute mit „glatt rot“ vom Platz. Nachdem er in der Hinrunde mit Nantes in den Abstiegskampf geraten war, verbesserten sich in der Rückrunde sowohl Thomassons Leistungen als auch jene des Vereins unter dem im Dezember 2016 eingestellten Sérgio Conceição deutlich. Er schloss die Spielzeit mit zwei Toren und genauso vielen Assists ab, welche er in 29 Ligaspielen sammeln konnte.
Nach dem Abgang Conceiçãos zum FC Porto fuhr sein Nachfolger Claudio Ranieri den Aufwärtstrend der Westfranzosen in der nächsten Saison 2017/18 fort. Thomasson zählte zu Ranieris Stammpersonal in der Offensive und der Verein stand zwischen Oktober 2017 und März 2018 stets auf einem Top-6-Platz, welche die Teilnahme am internationalen Geschäft garantieren. Nach einem schwachen Saisonende verpasste man diese mit einem neunten Platz jedoch deutlich. Thomasson kam in 36 Ligaspielen zum Einsatz und erzielte in diesen fünf Tore und bereitete vier weitere Treffer vor.

### Racing Straßburg
Da sein Vertrag am 30. Juni 2018 auslief, konnte Thomasson bereits am 14. Juni den ablösefreien Wechsel zum Ligakonkurrenten Racing Straßburg festmachen, bei dem er einen Dreijahresvertrag unterzeichnete, den er am 1. Juli 2018 antrat. Sein Debüt gab er am 12. August 2018 (1. Spieltag) beim 2:0-Auswärtssieg gegen Girondins Bordeaux. Am 20. Oktober (10. Spieltag) erzielte er beim 2:1-Heimsieg gegen die AS Monaco sein erstes Saisontor. Bei Racing etablierte er sich als Stammspieler in der Offensive und beendete die Saison 2018/19 mit fünf Toren und acht Vorlagen, welche ihm in 34 Ligaeinsätzen gelangen. Am 30. März 2019 gewann er mit seinem Verein das Endspiel der Coupe de la Ligue gegen den EA Guingamp mit 4:1 nach dem Elfmeterschießen. Thomasson verwertete dabei seinen Strafstoß erfolgreich.
In der folgenden Saison 2019/20 behielt er seine Form bei und bis zum Abbruch der Spielzeit aufgrund der Covid-19-Pandemie mit acht Ligatoren zusammen mit Ludovic Ajorque der beste Torschütze seiner Mannschaft.

### RC Lens
Im Januar 2023 verließ der Spieler Straßburg nach über vier Jahren und schloss sich dem Ligakonkurrenten RC Lens an.

## Erfolge
Racing Straßburg
- Coupe de la Ligue: 2018/19